# Stipan Vujević
Fra Stipan Vujević (negdje i kao Stjepan Vujević) (Bereg, Srbija, 7. ožujka 1837. – Slavonski Brod, 17. siječnja 1905.), bio je franjevac provincije sv. Ivana Kapistrana i nacionalni preporoditelj Hrvata u Podunavlju. 

## Životopis
Rodio se u bačkom selu Beregu kao Josip Vujević.
Zaredio se za franjevca u Baču 1857., uzevši ime Stjepan. Nakon 4 godine se zaredio za svećenika. Potom se na preparandiji u Kalači školovao za učitelja, gdje je i položio ispit. 
Bio je dijelom četvrtog naraštaja franjevaca, bunjevačkih Hrvata, zajedno s fra Lovrom Lipovčevićem, fra Silverijem Lipošinovićem i fra Fabijanom Peštalićem. U svoje vrijeme je uz fra Lipovčevića bio najvažnijim bunjevačkim franjevcem kapistranske provincije.
Nakon školovanja radi u pučkoj školi u Baču, gdje je ostao 10 godina. Nakon toga je otišao iz Bača, a bio je gvardijanom u Požezi, Našicama, Vukovaru, Cerniku te naposljetku 1872. je gvardijanom u Slavonskom Brodu, gdje je ostao do kraja života. I kad je otišao iz Bačke u Slavoniju, nije prestao pratiti događaje u Bačkoj.
Surađivao je s Bunjevačkim i šokačkim novinama koje je izdavao Ivan Antunović, Bunjevačkoj i šokačkoj vili, a poslije 1870-ih učestalo piše za Neven i Subotičku Danicu.  
Borio se protiv mađarizacije. 23. rujna 1869. je zajedno s još nekim subotičkim intelektualcima (Ago Mamužić, Karlo Milodanović...), nositeljima hrvatskog nacionalnog preporoda u Bačkoj, uputio pismo potpore Ivanu Antunoviću. U tom pismu se izjasnio Dalmatincem. Ipak, ideološki je imao jasne hrvatski orijentirane stavove, o čemu je posvjedočio članak o Stipanu Vujeviću koji je izašao u Nevenu, a s druge strane, te stavove nije ni sakrivao. Poznato je kako je 1886. na svečanom ručku u Požezi javno ponizio bana Khuena Hedervaryja, kada je odbio nazdraviti njemu, banu, ali zato je nazdravio domaćici, stekavši tako simpatije široke hrvatske javnosti.
Pripadao je struji hrvatskih kulturnih radnika koji su bili pristaše ijekavice. Poznato je da se 1885. predložio uvođenju ijekavice umjesto dotada korištene ikavice u časopisu "Nevenu". Argumentirao je da bački Hrvati ne trebaju stvarati neki svoj posebni književno-jezični standardni jezik, nego da prihvate već obavljeni posao i prihvatiti već standardiziranu štokavsku ijekavicu, naglašavajući da su taj standard prihvatili gotovo svi Hrvati. U tome se slagao s Ivanom Antunovićem i Đurom Balogom.
Iznimno je pridonio promicanju ispravne svijesti o hrvatskom jeziku među bačkim Hrvatima i radu Ivana Antunovića. Svojim tekstovima u Bunjevačkim i šokačkim novinama je bunjevačkim Hrvatima je razbivao stereotipe. Ukazivao je na to da hrvatski jezik nije samo govor austro-ugarske Kraljevine Hrvatske (ne miješati s ranosrednjovjekovnom Kraljevinom Hrvatskom), koja je obuhvaćala uglavnom kajkavske krajeve, nego jezik naroda u Trojednici, točnije, da se pod pojmom "hrvatski jezik" misli na jezik "kojeg smo dosad nazivali ilirskim, niki dalmatinskim, niki pako slavonskim jezikom".
Bio je imao značajan i kao bački hrvatski književnik. Pisao je pjesme. Svojim djelima je ušao u antologiju poezije bunjevačkih Hrvata iz 1971., sastavljača Geze Kikića, u izdanju Matice hrvatske.

## Vanjske poveznice
- Antologija poezije bunjevačkih Hrvata  Arhivirana inačica izvorne stranice od 17. travnja 2008. (Wayback Machine)